# تپه امامزاده دوسنگان
تپه امامزاده دوسنگان مربوط به سده‌های میانه دوران‌های تاریخی پس از اسلام است و در شهرستان ابهر، بخش سلطانیه، دهستان سنبل آباد، روستای دوسنگان، ۸۵۰ متری جنوب شرق روستای دوسنگان واقع شده و این اثر در تاریخ ۲۶ اسفند ۱۳۸۶ با شمارهٔ ثبت ۲۲۱۹۷ به‌عنوان یکی از آثار ملی ایران به ثبت رسیده‌است.